# MI10
MI10 var en enhet under brittiska krigsdepartemenet. Det var ansvarigt för vapen och teknisk analys av dessa under andra världskriget. MI10 uppgick senare i Government Communications Headquarters (GCHQ) som motsvarar svenska FRA eller NSA i USA.